# マネーショット: Pornhubは語る

カナダのポルノ会社PornhubはMindGeekが所有している。

『マネーショット: Pornhubは語る』（マネーショット ポルノハブはかたる、Money Shot: The Pornhub Story）は、Pornhubとその運営会社MindGeekに関する、2023年のNetflixオリジナルドキュメンタリー。
セックスワーカー、元Pornhub従業員、ジャーナリスト、性的人身売買反対派に行ったインタビュー映像が収められている。このドキュメンタリーは、児童ポルノを含むPornhub上の不同意ポルノを巡る2020年のスキャンダルと、その余波がポルノ俳優に与えた影響に焦点を当てている。
Netflixはこの映画の製作をジグソー・プロダクションに持ち掛けた。監督のスザンヌ・ヒリンガーは、セックスワーカーの意見がメディアで過小評価されていると感じ、彼らの意見が強調されることを望んでいた。ヒリンガーは、当初はポルノ業界の多くの人物はドキュメンタリーの出演に消極的だったと述べた。シェリー・デヴィルは慎重だったが、反性的人身売買団体が右翼的な意図を持っているという物語を提示するために出演した。元MindGeek従業員の ノエル・パーデューは、インタビューを受けるだけでなく、アーキビストとファクトチェッカーとしても貢献した。
Rotten Tomatoesによると、このドキュメンタリーに対するほとんどのレビューは好意的だった。ただし、メッセージ、由来、ペースなど、多くの項目で批評家の意見が分かれた。一部の批評家はこれを中立的だと言ったが、他の批評家はこれを親セックスワークだと見なした。

## 出演者
- グウェン・アドラ - ポルノ女優
- アサ・アキラ - ポルノ女優・Pornhubのスポークスパーソン
- ニコラス・クリストフ - 『ニューヨーク・タイムズ』のジャーナリスト
- マイケル・スタビル（英語版） - 表現の自由連合のスポークスパーソン

## 製作
このドキュメンタリーは、2023年3月15日に配信プラットフォームNetflixで、約65か国に公開された。
ヒリンガーは、クリストフの論説やメディア報道でセックスワーカーが過小評価されていると感じ、セックスワーカーを中心に据えたいと考えた。
アドラのインスタグラムアカウントは『マネーショット』が初公開された日に停止され、ヒリンガーのアカウントはその一週間後に停止された。

## 反応
Netflixは、『マネーショット』は初週に4番目に視聴された映画となり、1300万時間ストリーミングされたと明かした。この映画は視聴可能な各国でトップ10にランクインした。批評集積サイトのRotten Tomatoesでは30件のレビューの内83%が肯定的だった。